# Quận Carlton, Minnesota
Quận Carlton là một quận Minnesota, Hoa Kỳ. Quận lỵ đóng ở 6. Theo điều tra dân số năm 2000 của Cục Thống kê Dân số Hoa Kỳ, quận có dân số 35.386 người. Quận lỵ là Carlton. Một phần của Khu bảo tồn người Anh Điêng Fond du Lac nằm ở quận này. Quận được lập năm 1857 và được tổ chức vào năm 1870.

## Địa lý
Theo Cục Thống kê Dân số Hoa Kỳ, quận có diện tích tổng cộng 2266 km2, trong đó có 36 km2 là diện tích mặt nước.

### Quận giáp ranh
- Quận Saint Louis, Minnesota (bắc)
- Quận Douglas, Wisconsin (đông)
- Quận Pine, Minnesota (nam)
- Quận Aitkin, Minnesota (tây)

### Xa lộ
- Interstate 35
- Minnesota State Highway 23
- Minnesota State Highway 27
- Minnesota State Highway 33
- Minnesota State Highway 45
- Minnesota State Highway 73
- Minnesota State Highway 210
- Minnesota State Highway 289